# Девід Балдаччі
Девід Балдаччі (англ. David Baldacci) — американський письменник та філантроп. Левова частка його романів-трилерів стали бестселерами за версією «Нью-Йорк Таймз». Також є автором низки фентезійних творів.

## Біографія
Народився 5 серпня 1960 року у Ричмонді, штат Вірджинія, США. Навчався у Середній школі Генріко. Здобув ступінь бакалавра з політології в Вірджинському університеті Співдружності та ступінь доктора права у Школі права Вірджинського університету. Протягом дев'яти років практикував право як судовий та корпоративний юрист, допоки не вирішив присвятити себе письменницькій діяльності.
1996 року світ побачив його дебютний роман «Абсолютна влада», а вже наступного року вийшла однойменна екранізація за участі акторів Клінта Іствуда та Джина Гекмена. Станом на 2017 рік вийшло більш ніж сорок романів автора, як для дорослої, так і для підліткової аудиторії. Зазвичай оповідь його історій ведеться від імені персонажів, які ненароком стають заручниками карколомних обставин (як-от колосального скандалу за участі корумпованого уряду) і мусять відстояти свою честь, але при цьому залишитись живими.
Разом із своєю сім'єю живе в окрузі Ферфакс, Вірджинія. Разом із своєю дружиною Мішель став співзасновником фонду
«Wish You Well»,  головне завдання якого полягає у подоланні неписьменності в Сполучених Штатах. Після того, як у його сестри Шерон Балдаччі діагностували розсіяний склероз, Девід також долучився до Національного товариства розсіяного склерозу.

## Переклади українською
- Девід Балдаччі. 39 ключів. Кехіли проти Весперів. Судний день. Книга 6. — К. : Ранок, 2015. — 272 с. — ISBN 978-617-09-2354-7.
- Девід Балдаччі. Пам'ятливець. Детектив Амос Декер. Книга 1. — К. : КМ-Букс, 2018. — 520 с. — ISBN 978-617-7535-29-3.
- Девід Балдаччі. Остання миля. Детектив Амос Декер. Книга 2. — К. : КМ-Букс, 2018. — 552 с. — ISBN 978-617-7535-30-9.

### Книжки для дітей
Серія «Вега Джейн»
1. The Finisher (2014) — «Закінчувач»;
2. The Keeper (2015) — «Охоронець»;
3. The Width of the World (2017) — «Простори світу».

Серія «39 ключів»
1. The 39 Clues#Book 6: Day of Doom (2013) — «39 ключів. Кехіли проти Весперів. Судний день. Книга 6»

Серія «Фредді та Картопля фрі»
1. Freddy and the French Fries: Fries Alive! (2005) — «Фредді та Картопля фрі: Жива Картопля фрі!»
2. Freddy and the French Fries: The Mystery of Silas Finklebean (2006) — «Фредді та Картопля фрі: Таємниця Сайласа Фінклбіна»

### Книжки для дорослих
Серія «Верблюжий клуб»
- The Camel Club (2005) — «Верблюжий клуб»;
- The Collectors (2006) — «Колекціонери»;
- Stone Cold (2007) — «Холодний, як камінь»;
- Divine Justice (2008) — «Божественна справедливість»;
- Hell's Corner (2010) — «Пекло на розі»;
- Bullseye  (2014) — «Мічений».

Серія «Шон Кінг та Майкл Максвелл»
- Split Second (2003) — «Доля секунди»;
- Hour Game (2004) — «Час гри»;
- Simple Genius (2007) — «Просто геній»;
- First Family (2009) — «Перша сім'я»;
- The Sixth Man (2011) — «Шостий чоловік»;
- King and Maxwell (2013) — «Кінг та Максвелл».

Серія «Шо та Кейті Джеймси»
- The Whole Truth (2008) — «Вся правда»;
- Deliver Us From Evil (2010) — «Позбав нас від лукавого».

Серія «Джон Пуллер»
- Zero Day (2011) — «Нульовий день»;
- The Forgotten (2012) — «Забутий»;
- The Escape (2014) — «Втеча»;
- No Man's Land (2016) — «Нічия земля».

Серія «Вілл Робі»
- The Innocent (2012) — «Невинний»;
- The Hit (2013) — «Удар»;
- Bullseye  (2014) — «Мічений»;
- The Target (2014) — «Ціль»;
- The Guilty (2015) — «Винуватий»;
- End Game (2017) — «Кінець гри».

Серія «Амос Декер»
- Memory Man (2015) — «Пам'ятливець»;
- The Last Mile (2016) — «Остання миля»;
- The Fix (2017) — «Відновлення»;
- The Fallen (2017) — «Падіння»

Самостійні романи
- Absolute Power (1996) — «Абсолютна влада»;
- Total Control (1997) — «Повний контроль»;
- The Winner (1998) — «Переможець»;
- The Simple Truth (1998) — «Проста правда»;
- Saving Faith (1999) — «Зберегти віру»;
- Wish You Well (2001) — «Бажаю вам добра»;
- Last Man Standing  (2001) — «Остання людина, що стоїть»;
- The Christmas Train (2003) — «Різдвяний потяг»;
- True Blue (2009) — «Справжній синій»;
- One Summer (2011) — «Одне літо»;
- No Time Left (2012) — «Часу не залишилось».

## Екранізації
- «Абсолютна влада» (1997; фільм)
- «Кінг і Максвелл»[en] (2013; серіал)
- «Бажаю вам добра»[en] (2013; фільм)
- «Різдвяний потяг» (2017; фільм)